# Delko Marseille Provence KTM/Saison 2017
Dieser Artikel listet Erfolge und Fahrer des Radsportteams Delko Marseille Provence KTM in der Saison 2017 auf.

## Erfolge in der UCI Europe Tour
Bei den Rennen der UCI Europe Tour im Jahr 2017 gelangen dem Team nachstehende Erfolge.
| Datum       | Rennen              | Kat. | Sieger        |
| ----------- | ------------------- | ---- | ------------- |
| 25. Februar | Classic Sud Ardèche | 1.1  | Mauro Finetto |

## Erfolge in der UCI Africa Tour
Bei den Rennen der UCI Africa Tour im Jahr 2017 gelangen dem Team nachstehende Erfolge.
| Datum       | Rennen                              | Kat. | Sieger       |
| ----------- | ----------------------------------- | ---- | ------------ |
| 27. Februar | 1. Etappe La Tropicale Amissa Bongo | 2.1  | Mikel Aristi |

## Zugänge – Abgänge
| Zugänge                 | Team 2016                       | Abgänge              | Team 2017    |
| ----------------------- | ------------------------------- | -------------------- | ------------ |
| Mauro Finetto           | Unieuro Wilier                  | Leonardo Duque       | Karriereende |
| Romain Lemarchand       | Stölting Service Group          | Fredrik Strand Galta | Team Coop    |
| Ángel Madrazo           | Caja Rural-Seguros RGA          | Christophe Laborie   |              |
| Jhon Anderson Rodríguez | EPM-Tigo-Une-Área Metropolitana |                      |              |
| Gatis Smukulis          | Astana Pro Team                 |                      |              |

## Mannschaft
| Teamkader 2017                                 | Teamkader 2017     | Teamkader 2017 | Teamkader 2017                         |
| Name                                           | Geburtsdatum       | Land           | Vorheriges Team                        |
| ---------------------------------------------- | ------------------ | -------------- | -------------------------------------- |
| Mikel Aristi                                   | 28. Mai 1993       | Spanien        | Fundación Euskadi-EDP (2015)           |
| Romain Combaud                                 | 1. April 1991      | Frankreich     | Armée de terre (2015)                  |
| Rémy Di Grégorio                               | 31. Juli 1985      | Frankreich     | Martigues Sport Cyclisme (2013)        |
| Daniel Díaz                                    | 7. Juli 1989       | Argentinien    | Funvic-São José dos Campos (2015)      |
| Julien El-Farès                                | 1. Juni 1985       | Frankreich     | Sojasun (2013)                         |
| Delio Fernández                                | 17. Februar 1986   | Spanien        | W52-Quinta da Lixa (2015)              |
| Mauro Finetto                                  | 10. Mai 1985       | Italien        | Unieuro Wilier (2016)                  |
| Benjamin Giraud                                | 23. Januar 1986    | Frankreich     | AVC Aix-en-Provence (2010)             |
| Thierry Hupond                                 | 10. November 1984  | Frankreich     | Giant-Alpecin (2015)                   |
| Asbjørn Kragh Andersen                         | 9. April 1992      | Dänemark       | Trefor-Blue Water (2015)               |
| Martin Laas                                    | 15. September 1993 | Estland        | Pro Immo Nicolas Roux (2015)           |
| Romain Lemarchand                              | 26. Juli 1987      | Frankreich     | Stölting Service Group (2016)          |
| Ángel Madrazo                                  | 30. Juli 1988      | Spanien        | Caja Rural-Seguros RGA (2016)          |
| Yannick Martinez                               | 4. Mai 1988        | Frankreich     | Team Europcar (2015)                   |
| Quentin Pacher                                 | 6. Januar 1992     | Frankreich     | Armée de terre (2015)                  |
| Jhon Anderson Rodríguez                        | 12. Oktober 1996   | Kolumbien      | EPM-Tigo-Une-Área Metropolitana (2016) |
| Evaldas Šiškevičius                            | 30. Dezember 1988  | Litauen        | Sojasun (2013)                         |
| Gatis Smukulis                                 | 15. April 1987     | Lettland       | Astana (2016)                          |
| Jonathan Couanon (1. Aug.–31. Dez., Stagiaire) | 8. April 1997      | Frankreich     | VC La Pomme Marseille (2017)           |
| Benjamin Dyball (1. Aug.–31. Dez., Stagiaire)  | 20. April 1989     | Australien     | AC Bisontine (2016)                    |
| Emīls Liepiņš (1. Aug.–31. Dez., Stagiaire)    | 29. Oktober 1992   | Lettland       | Rietumu Banka-Riga (2017)              |
|                                                |                    |                |                                        |
| Quellen: ProCyclingStats Cycling Quotient      |                    |                |                                        |